# Stonáč
Stonáč je potok a zároveň přírodní památka, jihozápadně od obce Bílany až po železniční trať Kojetín – Valašské Meziříčí, která ji odděluje od přrodního parku Záhlinické rybníky. Potok Stonáč obtéká obec ze západu, pramení u Břestu a asi čtyři kilometry jihovýchodně od Bílan ústí do řeky Rusavy.
V celé své délce se vinul mnohými zákrutami a širokým korytem. Za zahradou domu čp. 94 (dříve 36) se pravděpodobně rozdvojoval do dvou ramen (před rokem 1800) a jeho východní rameno obtékalo obec ze severu, aby se v bažinách jižně od obce doširoka větvilo. Pozůstatkem tohoto ramene byly dva bílanské rybníky zaniklé v 19. století – na místě dnešního parku před Bědachovem a druhý v místě dnešního Béčáku a dále podél cesty k areálu bývalého JZD. Tok Stonáče od pramene až po les Zámeček byl napřímen v letech 1907–1919.
Přírodní památka leží v nadmořské výšce 190 metrů. Jedná se o zbytky původních hanáckých tůní s typickými mokřadními společenstvy. Území je ohroženo hlavně nepravidelným vodním režimem a splachy z polí. V lokalitě přírodní památky na náspu zvaném Válek stojí i Kamenný kříž u Stonáče. Kolem přírodní památky vede trasa asi jeden kilometr dlouhé naučné stezky Stonáč.

## Fauna a flora
Na březích tůní se nacházejí porosty stromů: topoly (Populus), olše (Alnus), vrby (Salix), duby (Quercus), javory (Acer), i keřů: slívy trnky (Prunus spinosa), růže šípkové (Rosa canina), hlohu jednosemenného (Crataegus monogyna), střemchy hroznovité, svídy krvavé (Cornus sanguinea), ptačího zobu (Ligustrum). Vodní společenstva jsou zastoupena např. okřehkem menším (Lemna minor), rdesnem obojživelným (Persicaria amphibia), zblochanem vodním (Glyceria maxima), orobincem širokolistým (Typha latifolia), kosatcem žlutým (Iris pseudacorus), čistcem bahenním (Stachys palustris), karbincem evropským (Lycopus europaeus) atd.
Ze zoologického inventarizačního průzkumu z roku 2000 vyplývá výskyt kuňky obecné (Bombina bombina), vážek (Odonata) či veverek (Sciurus vulgaris).